# 良知
良知或良心，是辨別對與錯的能力。由於良知的影響，當人類所作的與價值觀不合時，會感到自責。良知也可以視為人類在辨別對與錯時，作為判斷基準的價值觀。

## 另見
- 致良知
- 廉恥

## 外部連結
- 倪梁康：〈良知：在「自知」與「共知」之間〉 （页面存档备份，存于）（2000）